# Patrick Bowes-Lyon
Patrick Bowes-Lyon (5 de marzo de 1863 - 5 de octubre de 1946) fue un jugador de tenis británico, abogado y tío de Elizabeth Bowes-Lyon, madre de la Reina Isabel II.

## Carrera
Ganó los Campeonatos de Escocia en 1885, 1886 y 1888, y ganó el dobles en Wimbledon junto a Herbert Wilberforce. Como hermano menor de Claude Bowes-Lyon, 14º Conde de Strathmore y Kinghorne, quien era el padre de Elizabeth Bowes-Lyon, fue bisabuelo de la Reina Isabel II y de Herbert Bowes-Lyon, quien también jugaba tenis.
Se presentó como candidato del Partido Conservador para Barnard Castle.

## Vida personal
El quinto de siete hijos y uno de los once hijos de Claude Bowes-Lyon, 13º Conde de Strathmore y Kinghorne, y de Frances Dora Smith, se casó con Alice Wiltshire, hija de George Wiltshire, el 9 de agosto de 1893.
Él y su esposa Alice tuvieron cuatro hijos:
- Teniente Gavin Patrick (13 de diciembre de 1895 - 27 de noviembre de 1917) – fallecido en acción en la Primera Guerra Mundial; nunca se casó, sin descendencia.
- Angus Patrick (22 de octubre de 1899 - 10 de julio de 1923) – se suicidó; nunca se casó, sin descendencia.
- Jean Barbara (9 de octubre de 1904 - 7 de enero de 1963) – nunca se casó, sin descendencia.
- Margaret Ann (14 de junio de 1907 - 14 de agosto de 1999) – se casó el 2 de junio de 1945 con el Teniente Coronel Francis Arthur Philip D'Abreu (1 de octubre de 1904 - 6 de noviembre de 1995). Tuvieron un hijo y dos hijas: Anthony Patrick John D'Abreu (nacido el 17 de marzo de 1946), Francesca D'Abreu (nacida el 7 de febrero de 1948) y Anne Teresa Alice D'Abreu (16 de febrero de 1950 - 17 de abril de 1995).

Además de ser un jugador de tenis británico, también era conocido como el tío paterno de la Reina Isabel La Reina Madre. Fue invitado a su boda con el Príncipe Alberto en 1923.
Falleció el 5 de octubre de 1946, a la edad de 83 años. Su viuda falleció en 1953 a los 86 años.

## Finales de Grand Slam

### Dobles (1 título, 1 subcampeonato)
| Resultado | Año  | Campeonato | Compañero           | Contrincantes                  | Puntuación              |
| --------- | ---- | ---------- | ------------------- | ------------------------------ | ----------------------- |
| Victoria  | 1887 | Wimbledon  | Herbert Wilberforce | H.J. Crispe E. Barratt-Smith   | 7–5, 6–3, 6–2           |
| Derrota   | 1888 | Wimbledon  | Herbert Wilberforce | Ernest Renshaw William Renshaw | 6–2, 6–1, 3–6, 4–6, 3–6 |